# Granatwerfer 36
El 5 cm leichter Granatwerfer 36  (abreviat com a : 5 cm leGrW 36) era un morter lleuger utilitzat per l'Alemanya Nazi durant la Segona Guerra Mundial.

## Història
El disseny del morter va començar en 1934 per Rheinmetall-Borsig AG i va ser adoptat en 1936. El seu rol inicial era el d'acabar amb alguns residus de resistència als que no es podia arribar amb una granada de mà. Fins a 1938, va utilitzar un complicat sistema de visors telescòpics. Per 1941, el Granatwerfer 36 es va veure que era massa complicat per al seu ús. Disparava una munició molt lleugera i tenia una distància efectiva molt petita. Era utilitzat per un equip de 3 persones. La seva producció va cesar en 1941. Per 1942, va començar a ser retirat del servei del front. a pesar de tot, va seguir en servei de segona linea i algunes unitats de guarnició fins al final de la Segona Guerra Mundial en 1945. Quan la munició del morter va començar a escasejar cap a 1944-1945, els alemanys van començar a utilitzar morters capturats als francesos de 50 mm i els morters soviètics de 50 mm. Els morters de 50 mm van seguir sent utilitzats i populars durant tota la guerra, simplement perquè era fàcil de transportar per dos homes, i donaven a la infanteria molt poder e foc i els atorgava una distància iperativa molt més gran i llarga que qualsevol arma disponible a nivell d'esquadra o secció.

## Disseny
El morter pesava uns 14 kg, i disparava una munició de 0,9 kg plena d'explosiu TNT. El seu canó tenia una llargada total de 46,5 cm. Podia disparar els seus projectils a una distància màxima de 520 metres a una velocitat inicial de 75 m/s. Tenia una cadència de foc d'entre 15 i 25 trets pee minut.
El morter es podia elevar entre +42° fins a 90°. Podia rotar entre 33° i 44°.

## Bibliogragia
- Gander, Terry and Chamberlain, Peter. Weapons of the Third Reich: An Encyclopedic Survey of All Small Arms, Artillery and Special Weapons of the German Land Forces 1939-1945. New York: Doubleday, 1979 ISBN 0-385-15090-3